# María Catalina Irigoyen Echegaray
María Catalina Irigoyen Echegaray, in religione María Desposorios, ovvero Maria dello Sposalizio (Pamplona, 25 novembre 1848 – Madrid, 10 ottobre 1918), è stata una religiosa spagnola della congregazione delle Serve di Maria Ministre degli Infermi: è stata proclamata beata nel 2011.

## Il culto
La causa di beatificazione e di canonizzazione della Irigoyen Echegaray fu introdotta presso la Congregazione dei riti il 14 febbraio 1962; il 30 marzo 1981 papa Giovanni Paolo II ha autorizzato la Congregazione a promulgare il decreto riguardante le virtù eroiche della religiosa, alla quale è stata riconosciuto il titolo di venerabile.
Riconoscendo l'autenticità di un miracolo attribuito all'intercessione della Irigoyen Echegaray, papa Benedetto XVI ne ha autorizzato la beatificazione: il rito, presieduto dal cardinale Angelo Amato, è stato celebrato presso la cattedrale dell'Almudena di Madrid il 29 ottobre 2011.